# Jälluntofta distrikt
Jälluntofta distrikt är ett distrikt i Hylte kommun och Hallands län. Distriktet ligger omkring Jälluntofta i västra Småland och är landskapets såväl som länets befolkningsmässigt minsta distrikt. 

## Tidigare administrativ tillhörighet
Distriktet inrättades 2016 och utgörs av socknen Jälluntofta i Hylte kommun.
Området motsvarar den omfattning Jälluntofta församling hade 1999/2000.

## Tätorter och småorter
I Jälluntofta distrikt finns inga tätorter eller småorter.